# Новогіреєво (електродепо)
55°44′58″ пн. ш. 37°50′11″ сх. д. / 55.74944° пн. ш. 37.83639° сх. д.
Електродепо ТЧ-12 «Новогіреєво» (рос. Электродепо «Новогире́ево») було відкрито 30 грудня 1979 разом з Калінінською лінією Московського метрополітену.
Депо було укомплектовано шестивагонними потягами з нових вагонів типів 81-717/714 виробництва Митищинського машинобудівного заводу (№ 9092-9125, 9127-9128, 9356-9473). У березні 1985 депо втратило статус основного і було включено до складу депо «Червона Пресня».
У січні 1986 була відкрита станція «Третьяковська» і на Калінінську лінію з Кільцевої було передано два потяги, виробництва заводу імені Єгорова.
1 лютого 1989 статус основного депо було відновлено, депо отримало позначення ТЧ-12. У 1992 Калінінська лінія перейшла на семивагонні потяги. У депо «Новогіреєво» надійшли додаткові вагони 1980—1982 років випуску, передані, головним чином, з депо «Сокіл», що переводилося на новіші «номерні» вагони.
У 2009 проведений перехід Калінінської лінії на восьмивагонні потяги. Для здійснення цього в депо надійшло 3 додаткових потяги типу 81-717.5М/714.5М.
29 грудня 2009 вперше виданий на лінію під пасажирів потяг 81-717.6/714.6.
12 квітня 2012 на лінію виїхав потяг 81-760/761.
До кінця 2012 року старі вагони типу 81-717/714 планувалося повністю замінити на 81-760/761, зокрема, для заміни парку було поставлено 184 вагонів, ще 56 вагонів було поставлено для обслуговування нової ділянки «Новогіреєво» — «Новокосіно», але регулярна пасажирська експлуатація вагонів 81-717/714 була припинена лише наприкінці березня 2013 року. Раніше, на початку 2013 року виходило до чотирьох потягів. На середину 2010-х депо служить пунктом утилізації старих вагонів як із самого «Новогіреєво», так і з інших депо.

## Лінії, що обслуговуються
| Лінія             | Роки   |
| ----------------- | ------ |
| Калінінська лінія | з 1979 |

## Рухомий склад
| Тип вагонів                                        | Роки                 |
| -------------------------------------------------- | -------------------- |
| 81-717/714                                         | 1979 — березень 2013 |
| 81-717.5М/714.5М, 81-717.6К/714.6К, 81-717.6/714.6 | 2009–2011            |
| 81-760/761 «Ока»                                   | з 2012               |